# Sonklarspitze
Sonklarspitze (italienska: Cima di Malavalle) är en bergstopp i Österrike, på gränsen till Italien. Den ligger i den västra delen av landet. Toppen på Sonklarspitze är 3 467 meter över havet, eller 185 meter över den omgivande terrängen.
Den högsta punkten i närheten är Zuckerhütl, 3 507 meter över havet, 1,4 km nordväst om Sonklarspitze.
Trakten runt Sonklarspitze består i huvudsak av kala bergstoppar och isformationer.